# Ciprofloxacin

Strukturformel

Ciprofloxacin (varunamn: Ciproxin, Cipro) är ett antibiotikum tillhörande gruppen kinoloner. Det används huvudsakligen vid svårare urinvägsinfektioner. Medlet är ett så kallat bredspektrumantibiotikum, vilket innebär att det verkar mot många olika sorters bakterier.
Förutom att behandla urinvägsinfektioner, används ciprofloxacin mot gonorré och infektioner i mage och tarm. Vid infektioner i hud, skelett och leder är det också behjälpligt. Det kan även förebygga infektioner, som exempelvis hjärnhinneinflammation.
Liksom andra fluorokinoloner har ciprofloxacin ett rikt spektrum av biverkningar, framför allt påverkan på nervsystemet. Vissa av dessa kan också bli kroniska, varför bland andra amerikanska U.S. Food and Drug Administration (FDA) rekommenderar att använda ciprofloxacin endast där andra antibiotika är otillräckliga.

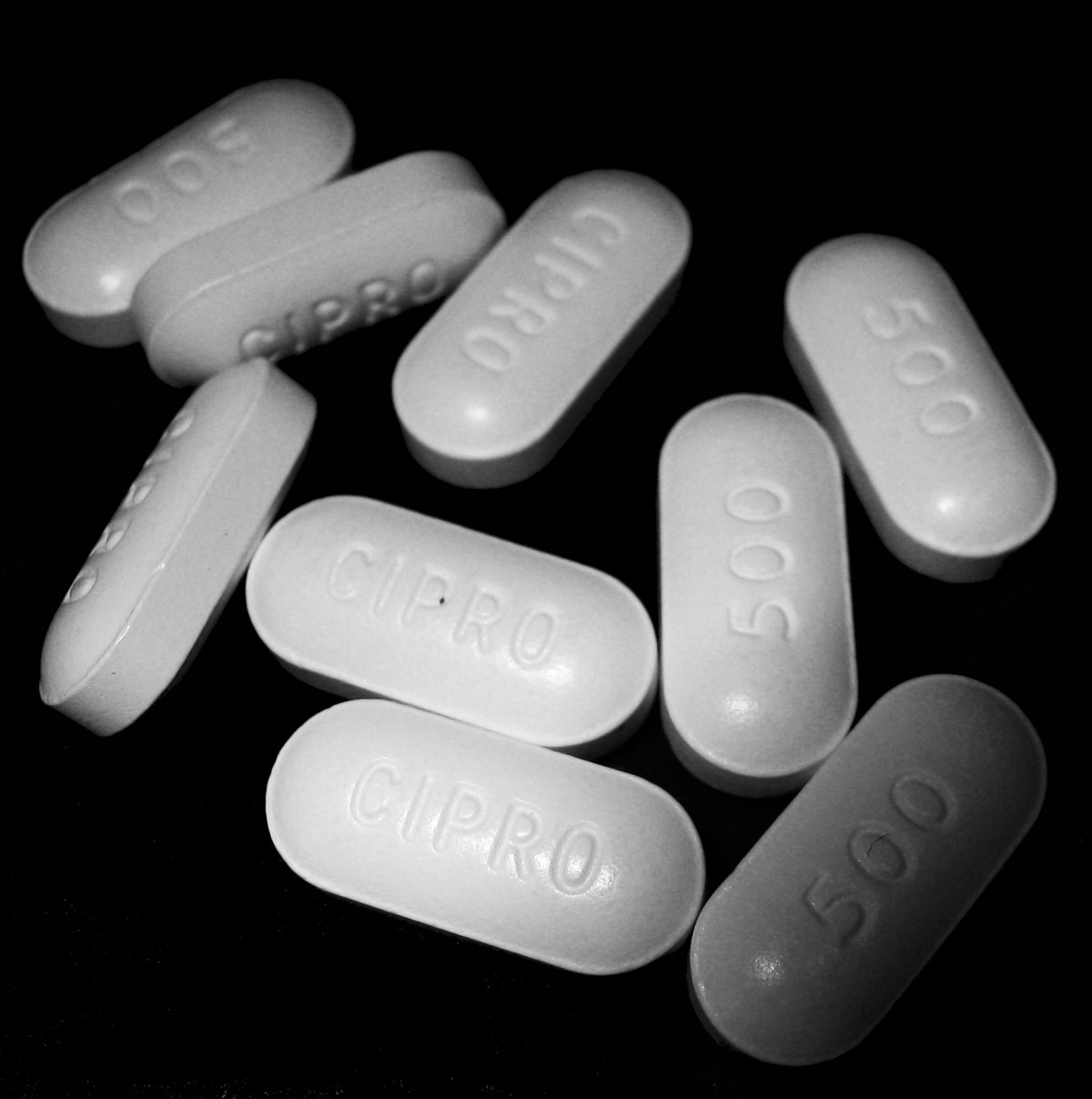
Cipro, varunamn för ciprofloxacin